# Преображенська церква (Львів)
Храм Преображення Господа Нашого Ісуса Христа (скорочено — Храм Преображення ГНІХ, також відомий як Преображенська церква) — чинна церква Львівської архієпархії Української Греко-Католицької Церкви, розташована у Львові, Україна. Споруджена на місці зруйнованої церкви Пресвятої Трійці отців Тринітаріїв, земельну ділянку якої у 1849 році цісар Франц Йосиф I передав греко-католицькій громаді для будівництва другої міської церкви.
Сучасний храм був зведений за проєктом архітектора Сильвестра Гавришкевича. У споруді втілені традиції української сакральної архітектури і одночасно збережені риси первісного храму ордену тринітаріїв.
29 жовтня 1989 року, після 43-річного періоду підпілля, храм був повернутий вірянам УГКЦ. Він став першою греко-католицькою святинею в Україні, що була офіційно повернута громаді, — ця подія стала важливим етапом легалізації та публічного відродження Української Греко-Католицької Церкви в умовах пізнього СРСР.
Церква є пам’яткою культурної спадщини національного значення, включена до об'єктів Світової спадщини ЮНЕСКО як частина Ансамблю історичного центру Львова. Розташована в центральній частині міста (Середмісті), за адресою: вул. Краківська, 21 (Галицький район).

## Передісторія
Історія Преображенського храму починається з XVII століття і є повʼязана з приїздом до Львова монахів тринітаріїв, які прибули з ініціативи кардинала Яна Казимира Денгофа. Це були три ченці реформованої гілки ордену. Через свою головну місію — розмін полонених — ченці відправляли місіонерські делегації до Риму, а згодом розглядали Варшаву як потенційний центр чернечого згромадження, але врешті обрали Львів. Це пояснюється тим, що місто знаходилося найближче до кордону з Османською імперією, що робило його зручнішим для організації і ведення викупу полонених.
У 1698 році вони отримали достатню суму грошей на будівництво храму і у 1703 - 1731 роках було збудовано костьол св. Трійці. При костелі було збудовано монастир та колегіум. Ініціаторами та спонсорами будівництва були Анна Вельгорська та її син Антон Вельгорський, який здобув теологічну освіту у Франції та Іспанії вступивши до ордену у 1689 році. Під час своїх подорожей Антон Вельгорський пройнявся архітектурою французького класицизму XVII століття, що й пояснює стиль збудованої ним святині у бароковому, на той час, Львові.
Після скасування у 1783 році ордену Тринітаріїв цісар Йосиф ІІ, оглянувши особисто споруди костелу та монастиря, призначив будівлі на університет.  В приміщенні храму влаштували бібліотеку та актовий зал, в якому 16 листопада 1784 р. відбулася урочиста інавгурація навчального закладу..

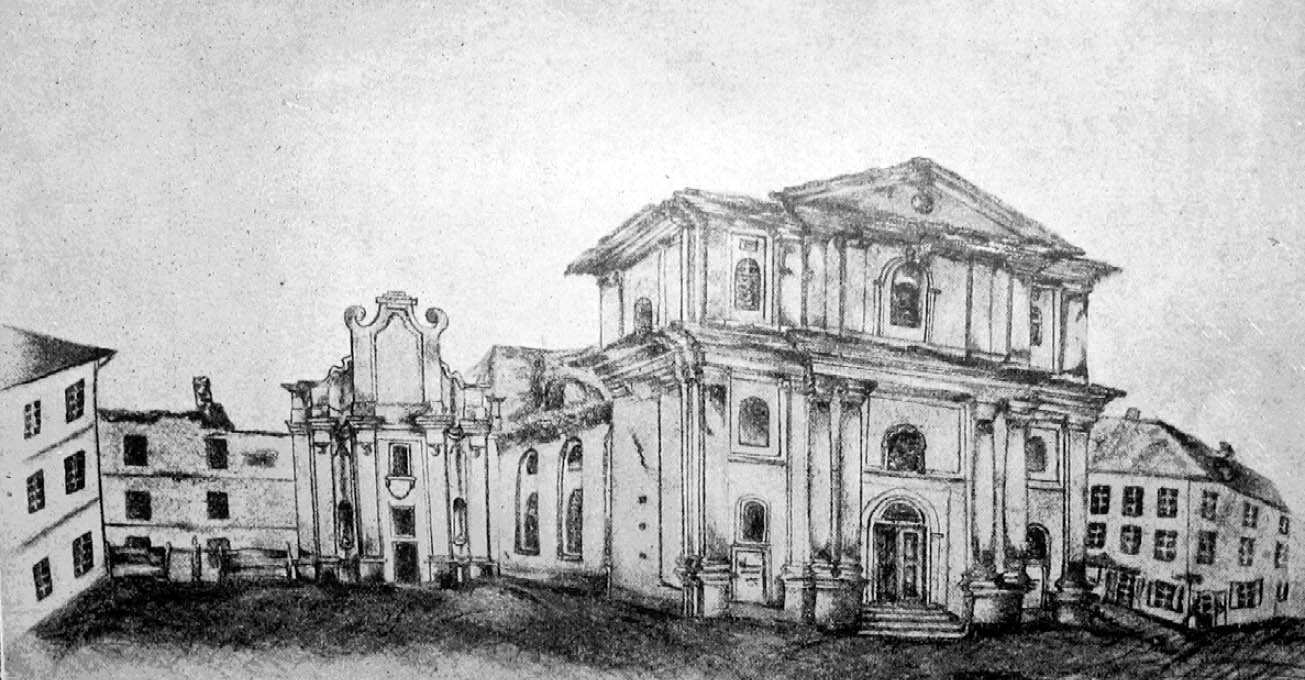
Вигляд фасаду Костелу Пресвятої Трійці і монастиря тринітаріїв.

2 листопада 1848 року під час революційних подій університетські будівлі були зруйновані артилерійським вогнем та пожежею, університет перебрався на вул. Святого Миколая (тепер Грушевського), а зруйновані будівлі цісар Франц Йосиф І подарував своїм вірним русинам, котрі збудували тут у 1851—1864 роках Народний дім, який, на думку Головної Руської ради, мав стати репрезентаційним та культурним осередком галицьких українців.

## Спорудження нового храму

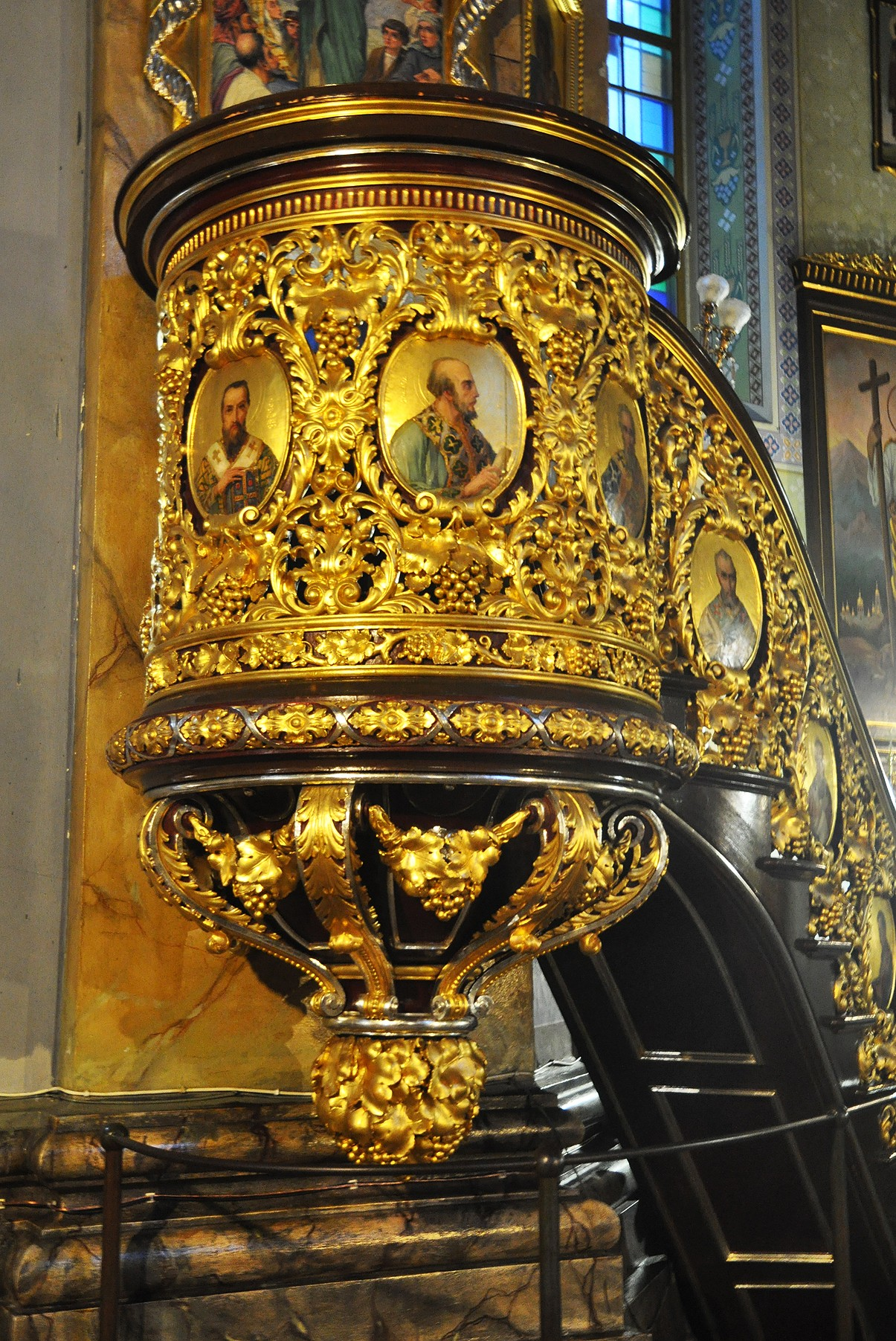
Проповідальниця Преображенської церкви

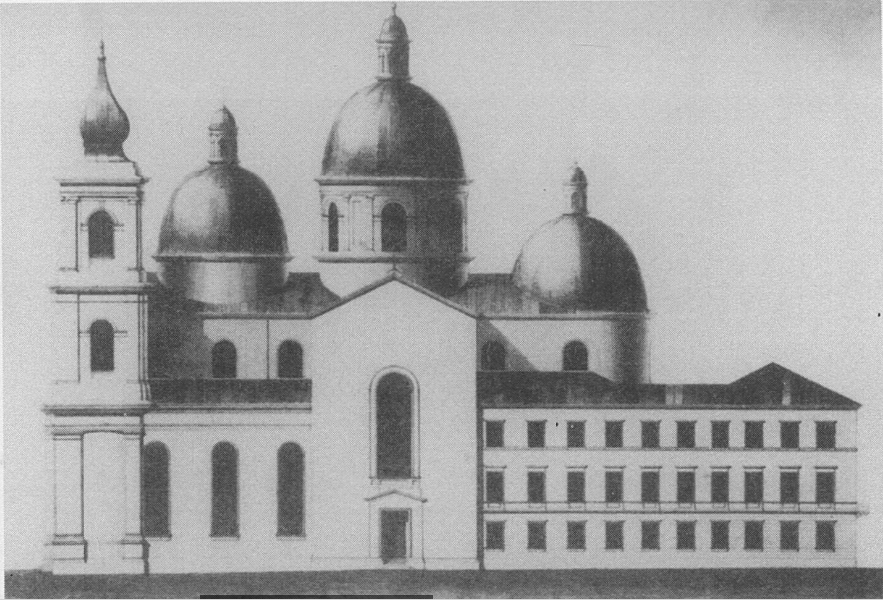
Перший проєкт майбутнього храму авторства Антона Фреха.

На основі збережених мурів колишнього храму тринітаріїв почалось спорудження другої (після Успенської) греко-католицької церкви для львівського середмістя. Будівництво храму велося з пожертв українського населення усієї Галичини. У 1850 році архітектор цісарсько-королівського Галицького намісництва Антон Фрех виготовив перший проєкт майбутньої церкви. За його проектом церква мала три бані, посаджені на поздовжній осі. Вівтарну частину з трьох боків оточував триповерховий будинок, призначений для священників і культурно-просвітницьких цілей. Даний проєкт так і не дочекався реалізації.

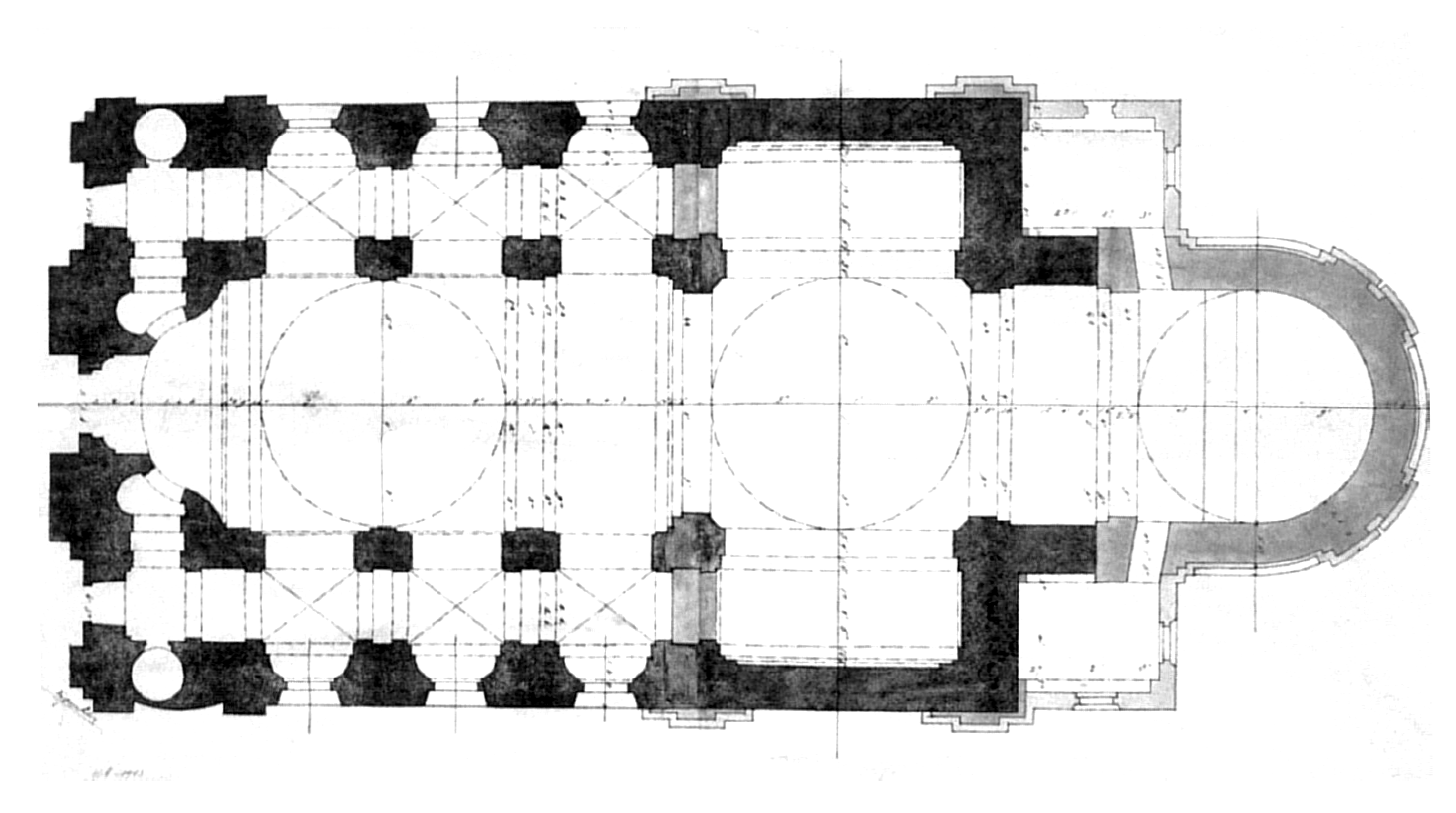
План перебудови руїн храму на греко-католицьку церкву. Архітектор Сильвестр Гавришкевич. Темним - стіни які залишилися від костелу св. Трійці, а світлим - добудова

Змінилась архітектурна мода і 1874 року вже затверджено другий проєкт храму, розроблений Сильвестром Гавришкевичем. Було вирішено максимально використати всі наявні стіни, тільки до короткого пресвітерія добудувати півкруглу абсиду.
Будівництво тривало двадцять років (1878-1898), ще кілька років велись роботи над оздобленням Преображенської церкви, яку освячено 29 квітня 1906 року митрополитом Галицьким Андреем Шептицьким, єпископом Перемишльським Костянтином Чеховичем та єпископом Станіславівським Григорієм Хомишиним. Над оздобленням храму працювали митці Леонард Марконі, Тадей Попель, Фердинанд Маєрський, Теофіл Копистинський, Корнило Устиянович, Андрій Коверко.
29 квітня 1906 року храм було освячено Преосвященним Митрополитом Галицьким Андреєм Шептицьким, Єпископом Перемишльським Константином Чеховичем та Єпископом Станіславівським Григорієм Хомишином. Він став оплотом національної свідомості українців на відміну і протиставлення Народному Дому, який був осередком москвофільства. Власне й через це, майже всю важливу роботу після Гавришкевича, виконували іноземні фахівці, хоч у Львові було багато своїх. Народний Дім у такий спосіб виражав свою ворожість до прогресивного українського руху, в якому були передові галицькі митці.
6 січня 1919 року під час українсько-польських боїв за Львів у стіну церкви зі сторони вулиці Корнякта влучив снаряд, однак вибуху не сталось. На пам'ять про це снаряд вмурували у стіну та зробили підпис «6.1.1919». Кладку навколо снаряду непотиньковано. В середині 1990-х років під час ремонтних робіт було стерто цифру «шість» й одиницю, і залишено лише рік. 1999 року напис відновлено, однак з невідомих причин тепер там зазначено «5.1.1919»

## Новітня історія
З 1941 року настоятелем храму Преображення стає о. Гавриїл Костельник, керівник ініціативної групи з переходу греко-католиків у підпорядкування православного Московського патріархату. Його постійна негативна оцінка про життя Католицької Церкви стала наріжним каменем, на якому більшовицька система готувала самоліквідацію УГКЦ.
20.09.1948 року на розі вулиць Краківської - Корнякта о. Гавриїла, котрий повертався з ранішніх відправ застрелили.Радянська пропаганда звинуватила в його вбивстві підпілля ОУН, Хоч і не виключено, що сталінські спецслужби прибрали небажаного свідка ліквідації УГКЦ.

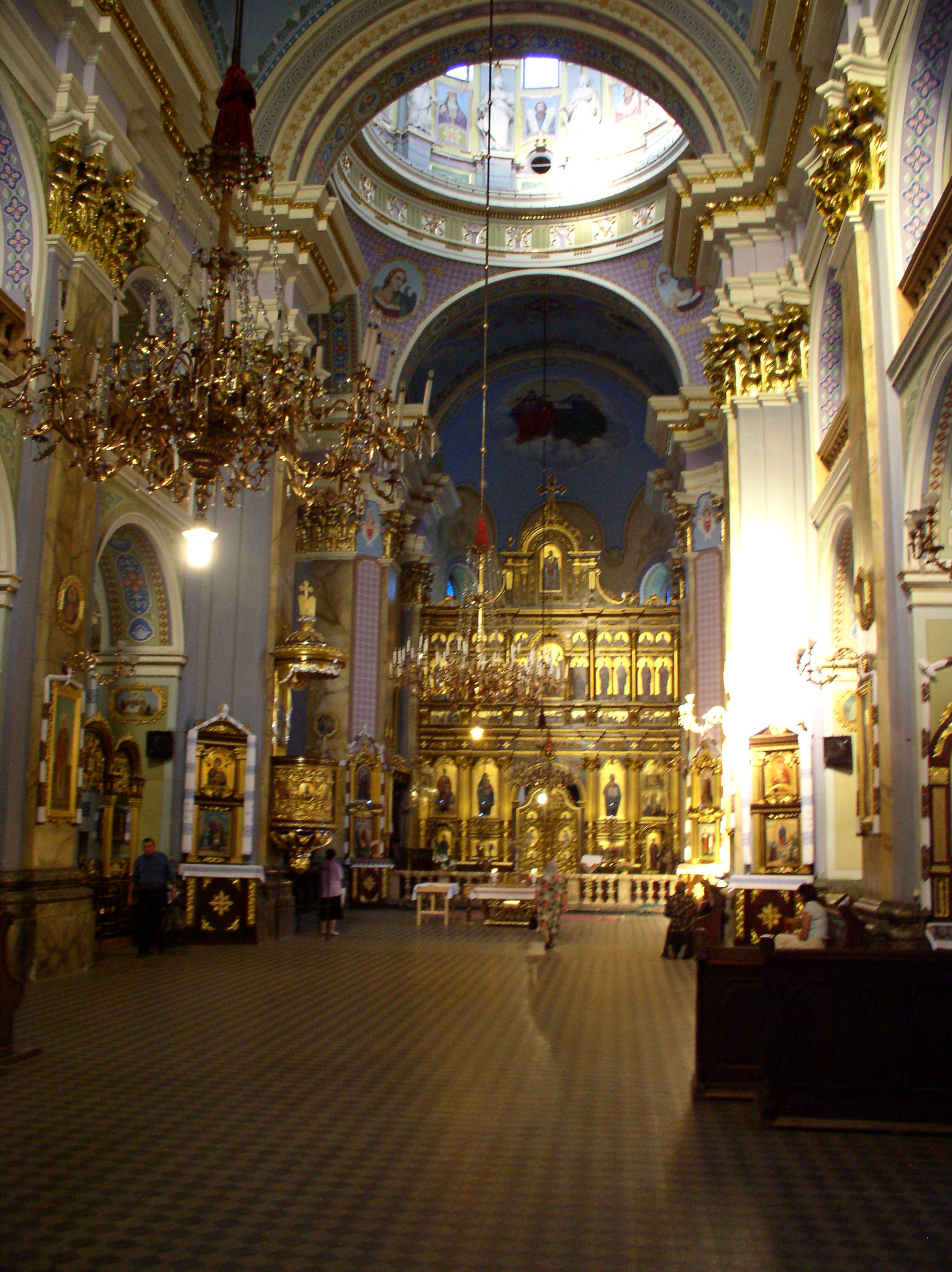
Преображенська церква. Інтер'єр

1989 року, після 43-річного періоду підпілля, Преображенська церква стала першою парохією воскреслої Греко-Католицької Церкви.  29 жовтня 1989 року, в неділю, священник Преображенської церкви о. Ярослав Чухній з благословення Львівського єпископа катакомбної УГКЦ Володимира Стернюка оголосив під час Літургії молитву за Святішого Вселенського Архієрея Івана Павла II Папу Римського і Блаженнішого патріарха Мирослава Івана і преосвященнішого архієпископа і митрополита Володимира Стернюка. Після Служби Божої о. Ярослав зачитав заяву до владики Володимира Стернюка з проханням прийняти його з вірною паствою в лоно Греко-Католицької Церкви. Отця Чухнія підтримала більшість парафіян та інші священники катакомбної церкви. Увечері 29 жовтня та в наступні дні та ночі у храмі залишались як сторожа до сотні греко-католиків. Цілодобові чатування тривали кілька місяців.
У церкві 5 лютого 2015 року відспівували Андрія Кузьменка.

## Архітектура
В сучасному стані, архітектура храму Преображення Господнього ГНІХ поєднує форми історизму (класицистичний варіант з використанням традицій української сакральної архітектури) з залишками форм бароко і раннього класицизму (елементи давньої споруди ордену тринітаріїв).
Стіни храму членуються по вертикалі пілястрами, які закінчуються коринфськими капітелями з численним акантовим листям. Капітелі увінчані символом Ісусового Серця у Славі. 

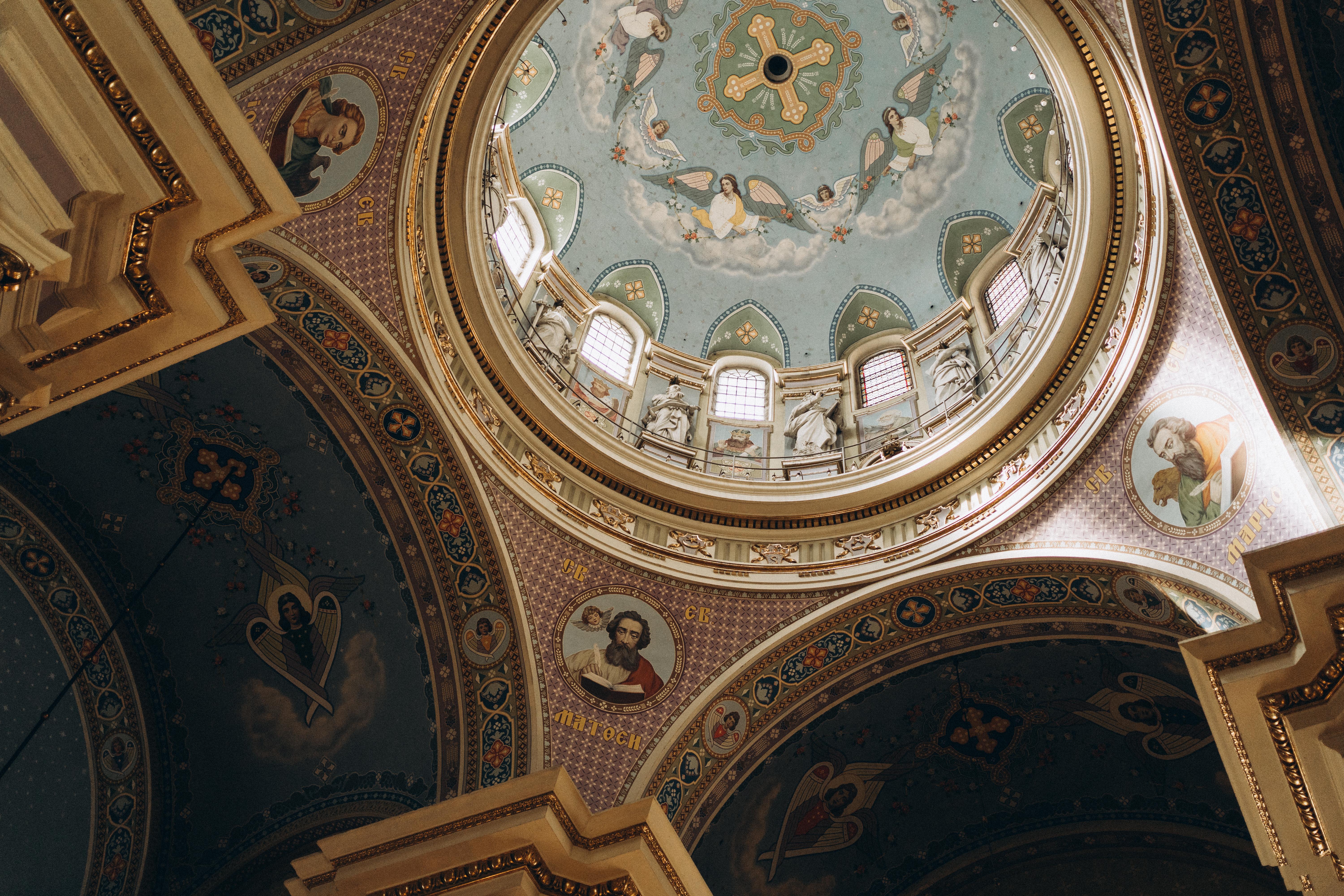
Зображення центрального куполу храму Преображення ГНІХ.

Велике значення має центральний купол, який є одним розкритим усередину храму куполом, внутрішній діаметр якого сягає 10 метрів. Через нього в храм потрапляють основні потоки світла, що створює феєричний світловий ефект, який підсилює враження переходу з реального - земного світу у небесний. Щодо світу підземного, то його в уяві відвідувача церкви цілком може символізувати велике підземелля храму.
У променях світла розчиняються постаті апостолів на високих пʼєдесталах на фоні спарених доричних пілястр.
Апостоли зображені у повний зріст зі знаряддям свого мучеництва. Дехто з них має у руках книжку - апостольський символ. Поміж фігурами апостолів зображені старозавітні пророки.
Автором архітектурної деталізації та фігур був професор архітектури Леонард Марконі. Нижче розміщено герби головних міст Галичини, що ними є заповнені метопи фризу. Вікна трансепту були заповнені вітражами: Св. Кирило і Мефодій у північному рукаві та Володимир і Ольга - у південному. Над входовими головними дверима був вітраж Спасителя, який благословляє.

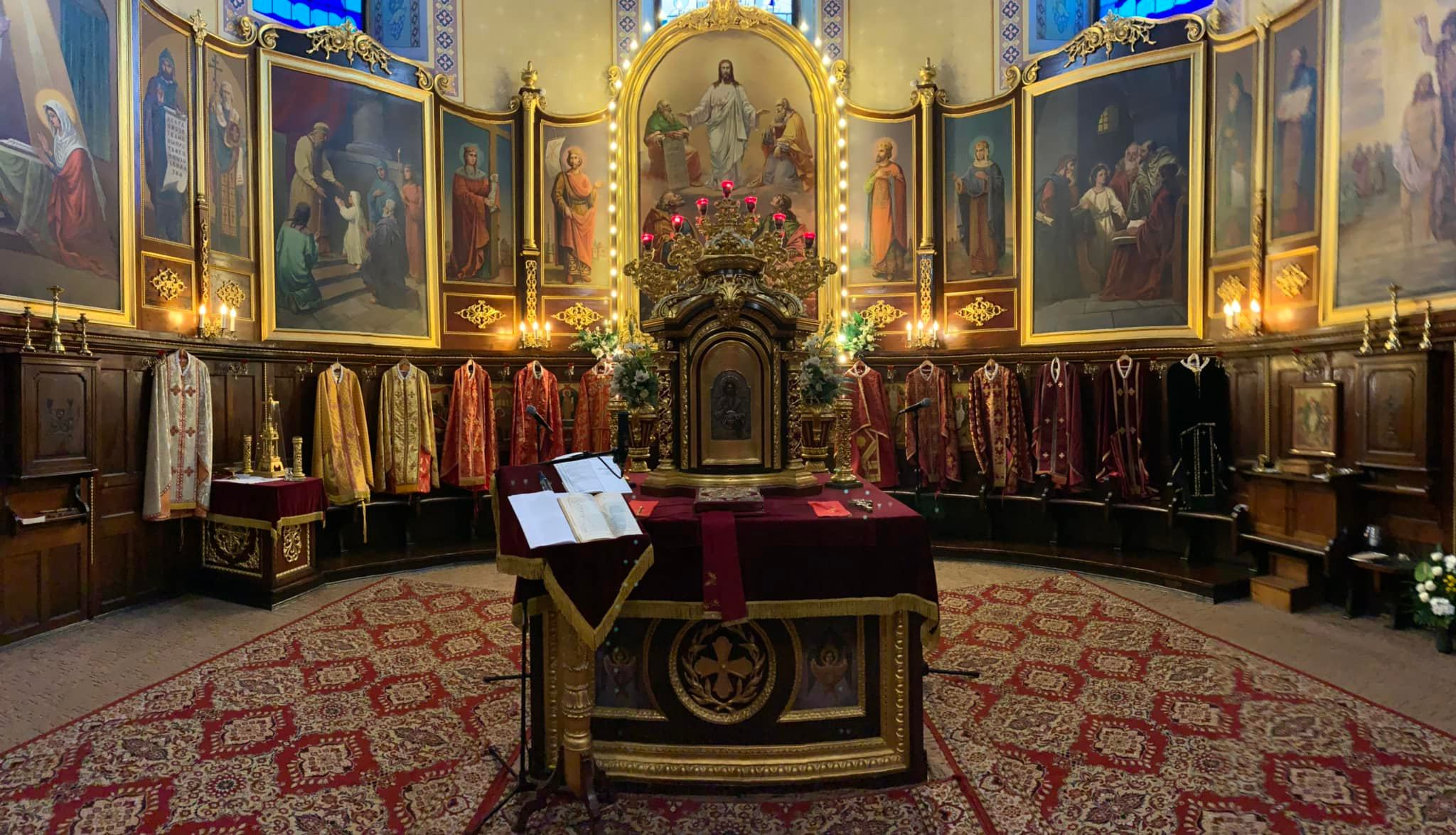

Пізніше були встановлені вітражі і у вікнах бічних нав, сюжетами яких були: Борис і Гліб, Великомучениця Параскевія, Великомученик Георгій, Св. Антоній і Феодосій, Великомученик Дмитрій, Великомучениця Варвара. Всі вони були виготовлені у Інсбруку. На жаль, вітражі до нашого часу не збереглися.
У 1899 році на вежах було встановлено 5 дзвонів: у південній дзвіниці висів дзвін Василій (1100 кг), а Георгій (550 кг), Борис (100 кг) і Гліб (50 кг) та один без імені (30 кг) були встановленні у північній дзвіниці. Дзвони були вилиті фірмами Антона Серафина в Калуші і Карла Швабе в Бялій.
Того ж року Теофіль Копситинський створив запрестольний образ «Преображення Господнє». Але замовники кілька разів повертали полотно на допрацювання, що мабуть і привело до того, що образи на іконостасі малював не він а Тадеуш Попель, який ймовірно виконав ще казальницу та кивоту. Також були створенні  відомим художником Корнилом Устиновичем картини «Мойсей», «Христос перед Пілатом», які зберігаються в храмі до сьогодні.
Як і більшість храмів  Преображенська  церква зазнала втрат під час воєнних дій у Львові. В ході Першої світової війни австрійська військова влада реквізувала мідне покриття  даху і бані, яке становило 5 952,5 кг. (1916р.). А в часі українсько-польських боїв за Львів, 6 січня 1919 року у стіну церкви влучила гарматна куля, однак вибуху не сталось. Зруйнувалась лише частина карнизу, яку згодом від реставрував архітектор Іван Левинський.

### Підземелля
У приміщенні храму знаходиться найбільші за розмірами підземні зали із нині доступних підземель у Львові. Їхня площа – близько 800 м2. Відновлювати приміщення розпочали на початку 90-х років, зусиллями парафіян Преображенської церкви, під час прибирання знайшли людські останки, найімовірніше –  поховання меценатів та монахів костелу Найсвятішої Трійці отців Тринітаріїв.
Сьогодні в підземеллі розташований інтерактивний музей "Львів стародавній", який розповідає про історію міста.